# Chirita rotundifolia
Chirita rotundifolia är en tvåhjärtbladig växtart som först beskrevs av Hemsley, och fick sitt nu gällande namn av D. Wood. Chirita rotundifolia ingår i släktet Chirita och familjen Gesneriaceae. Inga underarter finns listade i Catalogue of Life.